# Center for Integration
Center for Integration er et dansk netværk, der tilbyder undervisning, information, konsulentbistand, rådgivning og meget andet inden for integration af etniske minoriteter i Danmark. Netværket henvender sig især til fagfolk i den offentlige sektor. Uformel leder af centeret er antropologen Marianne Nøhr Larsen.